# Пенькі-Зарембські
Пенькі-Зарембські (пол. Pieńki Zarębskie) — село в Польщі, у гміні Жаб'я Воля Ґродзиського повіту Мазовецького воєводства.
Населення — 29 осіб (2011).
У 1975-1998 роках село належало до Скерневицького воєводства.

## Демографія
Демографічна структура станом на 31 березня 2011 року:
|          | Загалом | Допрацездатний вік | Працездатний вік | Постпрацездатний вік |
| -------- | ------- | ------------------ | ---------------- | -------------------- |
| Чоловіки | 18      | 1                  | 13               | 4                    |
| Жінки    | 11      | 0                  | 3                | 8                    |
| Разом    | 29      | 1                  | 16               | 12                   |